# Ruda Bukva
Ruda Bukva (Servisch cyrillisch Руда Буква) is een plaats in de Servische gemeente Kosjerić. De plaats telt 118 inwoners (2002).